# Psammisia salmonea
Psammisia salmonea är en ljungväxtart som beskrevs av Herman Otto Sleumer. Psammisia salmonea ingår i släktet Psammisia och familjen ljungväxter. Inga underarter finns listade i Catalogue of Life.